# Daniel Noël de Burlin
Daniel Noël de Burlin, né à Schaerbeek le 30 septembre 1929 et mort en avril 1999, est un homme politique belge.

## Biographie
Aristocrate et homme d'affaires, conseiller municipal d'Etterbeek jusqu'en 1988 et sénateur provincial du Brabant, et de ce fait membre du Sénat belge, il a été membre du Parti social-chrétien (PSC), qu'il quitte au début des années 1990. Au sein du PSC, il était membre du Centre politique des indépendants et cadres chrétiens (CEPIC). Il présidait le CEPIC de l’arrondissement de Bruxelles en 1978. Il suit Marguerite Bastien lorsque cette dernière fonde le Front nouveau de Belgique en 1996.

## Fonctions et mandats
- Membre du Sénat belge : 1978-1981

## Sources
- V. Laureys, M. Van den Wijngaert, De geschiedenis van de Belgische Senaat 1831-1995, Lannoo, 1999.
- Notice biographique sur le site archives-cpcp.be